# Aphaenogaster sicardi
Aphaenogaster sicardi é uma espécie de inseto do gênero Aphaenogaster, pertencente à família Formicidae.